# Live and Rare (Faster Pussycat)
Live And Rare è un EP del gruppo musicale statunitense Faster Pussycat, pubblicato nel 1990.

## Tracce
1. Bathroom Wall (Remi)
2. Poison Ivy (Edit)
3. Pulling Weeds (Live)
4. Slip of the Tongue (Live)
5. Babylon (Live)
6. House of Pain (Edit)

## Formazione
- Taime Downe - voce
- Greg Steele - chitarra
- Brent Muscat - chitarra
- Eric Stacy - basso
- Mark Michals - batteria